# 케플러-37c

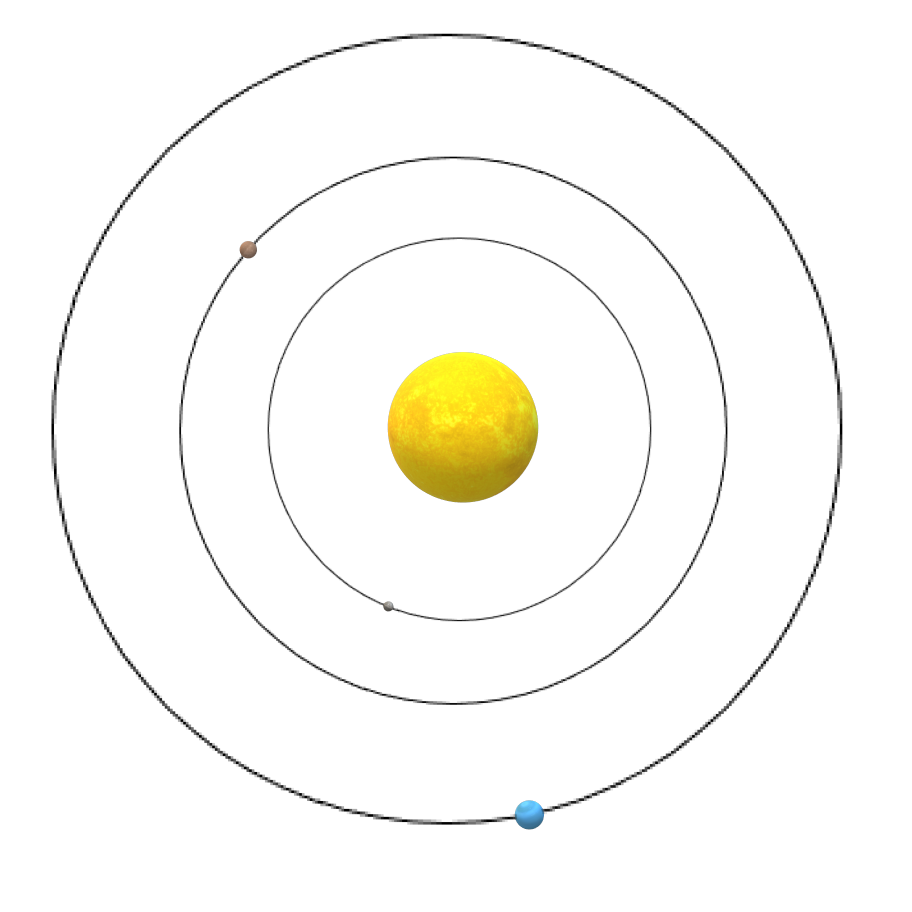

케플러-37C는 케플러-37이란 항성을 돌고 있는 외계행성 중에 하나이다. 케플러-37B처럼 행성의 크기가 작으며 지구형 행성에 속한다.

## 특징
케플러-37C는 2013년 2월에 케플러 우주망원경이 발견한 극외 행성(exoplanet)이다. 궤도 주기가 21일인 이곳은 지구로부터 209광년 떨어진 곳에 위치해 있다. 지구형 행성 중에 하나이며 지각의 겉을 구성하는 표면이 단단한 암석으로 뒤덮여 있는 암석행성에 속한다. 케플러-37B와 함께 작은 행성 중에 하나이며 이 행성은 케플러-37B보단 크지만 우리 태양계의 행성 중에 하나인 금성보다는 작은 크기를 가지고 있다. 즉 태양계의 행성 중에 하나인 수성과 거의 비슷한 크기를 가진 외계행성이다. 케플러-37B와 함께 모항성인 케플러-37과 가까운 거리에 있는 관계로 생명체가 존재하기엔 힘든 환경을 가진 행성으로 보인다.

## 같이 보기
- 천문학
- 은하수
- 외계행성
- 지구형 행성